# Åke J. Ek
Åke Johan Leonard Ek, skrev sig Åke J. Ek, född 18 maj 1925 i Stockholm, död 1 september 2011 i Österåker-Östra Ryds församling i Stockholms län, var en svensk nazist  och Finlandsfrivillig .

## Bakgrund
Ek var krigsfrivillig i Finland 1943–1944 och deltog bland annat i striderna vid Svirfronten.  Han var en av endast 35 svenskar som var kvar när Finland bröt sitt samarbete med Nazityskland och slöt fred med Sovjetunionen den 26 september 1944. Efter tiden som frivilligsoldat kom Ek den 16 april 1945 (samma dag som det slutgiltiga slaget om Berlin inleddes) att träda in i den svenska militären. Han kom  att genomgå en rad befälskurser inom den svenska krigsmakten, totalt åtta under perioden 1947 till 1950.
1950 tillhörde han den första kontingenten frivilliga svenskar i Koreakriget vid Svenska Röda Korsets krigssjukhus tillsammans med ett flertal andra högerextremister, den så kallade Svenska Koreaambulansen. Under tiden i Korea använde Tidningarnas Telegrambyrå Ek som rapportör.  Efter tiden i Korea grundade Åke J Ek  Kamratförbundet Svenska Koreaambulansen och var engagerad i Svenska koreaföreningen, båda stödorganisationer till den dåvarande sydkoreanska diktaturen. Det Kungliga sällskapet Pro Patria tilldela Ek en guldmedelj för ”trohet och slit” i sitt arbete för Sydkoreas sak. År 1954 blev han även hedersledamot i Norska Koreaföreningen och ytterligare två år senare utsågs han till redaktör och ansvarig utgivare för Koreansk journal.  I efterhand har han ett flertal gånger dekorerats med medaljer från sydkoreanska staten och även utsetts till hedersdoktor i juridik vid Kyunghee-universitetet i Seoul.
Senare kom han att tjänstgöra vid den tredje svenska FN-bataljonen i Gaza 1957–1958.  Efter hemkomsten till Sverige arbetade Ek som försäkringskonsulent vid Svenska liv Städernas-Hansa 1956–1966 och blev 1966 chef för informationsavdelningen vid TBV:s centrala kansli. Han har även varit huvudlärare i psykologi på Polishögskolan.

## Studier
Åke J. Ek studerade statsvetenskap vid Svenska Akademien i Finland 1948–1949, vid Stockholms högskola 1949–1953 och 1963 samt vid University of Manchester i England 1954. Han bedrev försäkringsstudier vid European Centre for Insurance Education and Training i Sankt Gallen i Schweiz 1962, diplomerades från Institutet för högre reklamutbildning i Stockholm (DIHR) 1963 samt bedrev specialstudier vid University of Wisconsin i USA 1965.

## Politisk aktivitet
I tonåren blev Ek medlem i Nordisk Ungdom, ungdomsförbundet till det nazistiska partiet Svensk socialistisk samling (SSS). Åke J Ek blev under andra världskriget även partimedlem. Under 1941 kom toppsiktet i partiet att bilda organisationen Frontmannaföreningen Sveaborg. Tanken med organisationen var att fungera som en uppsamlingsplats för svenska Finlandsfrivilliga. Åke J. Ek som kom att tjänstgöra vid det Svenska frivilligkompaniet anslöt sig organisationen, i sällskap av en stor del av de svenska frivilligsoldaterna. 
Han var ordförande för Nordiska krigs- och FN-veteranförbundet (som samlade före detta krigsveteraner från bland annat Waffen-SS, Finskavinterkriget, FN-soldater och legosoldater från efterkrigstidens olika kolonialkrig och Kalla kriget-konflikter) och från och med 1988 fram till sin död ordförande för den svenska sektionen av förbundet World Anti-Communist League. Han satt senare i styrelsen för borgerliga Samling för Framsteg.
Under 1950-talet gick Ek in i Folkpartiet, och verkade som folkpartistisk politiker i Vällingby, där han var bosatt under 50 års tid, han var också aktiv Folkpartist i Stockholms stad – han satt bland annat som folkpartistisk representant i olika nämnder i stadshuset. 